# خان أباد (دهغلان)
خان‌آباد (بالفارسية: خان‌آباد) هي قرية تقع في قسم ايلان الشمالي الريفي (مقاطعة دهغلان) في إيران. يقدر عدد سكانها بـ 66 نسمة .